# Versteckvorrichtung (Fördermaschine)

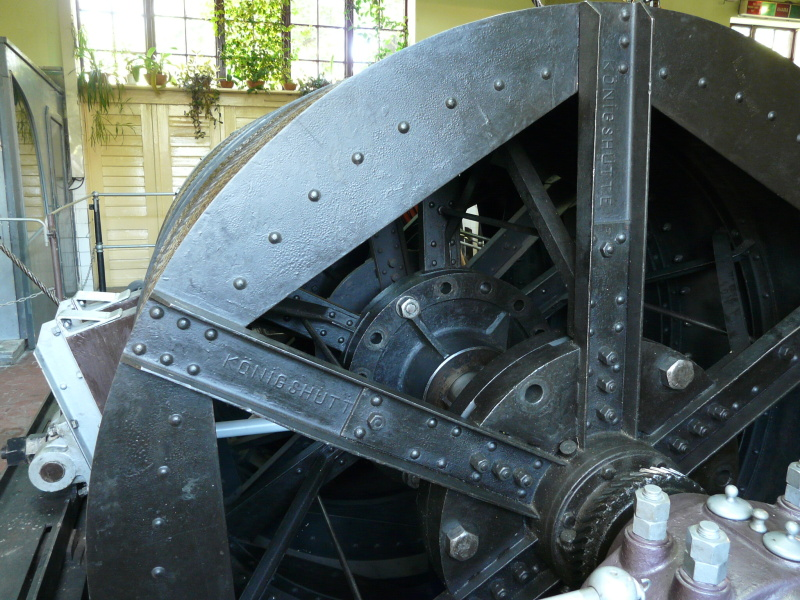

Eine Versteckvorrichtung, auch Umsteckvorrichtung genannt, ist eine maschinelle Vorrichtung, die es bei Doppeltrommelfördermaschinen und Doppelbobinenfördermaschinen ermöglicht, die Verbindung zwischen dem Seilträger und der Antriebswelle wahlweise zu trennen oder zu verbinden. Dadurch ist es bei der Schachtförderung möglich, einen 2-Korbbetrieb zu unterschiedlichen Sohlen durchzuführen. Weiterhin können mit der Versteckvorrichtung Seildehnungen kompensiert werden.

## Grundlagen
In der Regel ist es bei Schachtförderanlagen nicht ohne weiteres möglich, mit beiden Körben von unterschiedlichen Sohlen zu fördern. Insbesondere bei der Treibscheibenförderung ist die Förderung im Zweikorbbetrieb von mehreren Sohlen aufgrund der konstanten Seillänge unmöglich. Bei Doppeltrommelfördermaschinen und bei Doppelbobinenfördermaschinen lässt sich diese Eigenschaft durch konstruktive Maßnahmen ausgleichen. Hierfür muss zwischen den beiden Seilkörben oder zwischen einer der Trommeln und der Antriebswelle eine spezielle Kupplung montiert sein. Dadurch ist nun eine der Trommeln fest und die andere lose mit der Antriebswelle verbunden. Die fest mit der Antriebswelle verbundene Trommel wird als Festtrommel, die trennbare Trommel als Lostrommel bezeichnet. Es gibt Maschinen mit einer Lostrommel und einer Festtrommel und Maschinen mit zwei Lostrommeln. Adäquat dazu heißen sie bei Bobinenförderanlagen Festbobine und Losbobine. Durch gegenseitiges Verdrehen der Trommeln kann das Förderseil im Versteckbetrieb auf eine der Trommeln aufgewickelt werden. Dadurch wird nun der Fahrweg der Förderanlage entsprechend der Seilverkürzung verändert. Beim Versteckbetrieb muss die Lostrommel während der Arbeiten blockiert werden. Dies erfolgt im einfachsten Fall mit einer speziell geformten Haltestange. Bei heutigen Maschinen ist die Lostrommel mit einer zusätzlichen Bremse ausgerüstet, die die Lostrommel während der Arbeiten blockiert.

## Kupplungsvorrichtungen
Um die Verbindung zwischen der Lostrommel und der Festtrommel trennbar zu machen, gibt es unterschiedliche Kupplungsarten: Bolzen-, Zahn- und Reibkupplungen. Die Betätigung der jeweiligen Kupplung kann, je nach Konstruktion, manuell oder maschinell erfolgen.

### Bolzenkupplung
Bei der Bolzenkupplung ist an der Trommel und an der Antriebswelle eine geteilte Nabe angebracht, in deren Verbindungsflansch sich in bestimmten Abständen Löcher befinden. Durch diese Löcher sind zur Verbindung der beiden Hälften Bolzen gesteckt. Um die Bolzen lösen zu können, muss die Lostrommel zunächst festgelegt werden. Dies geschieht mittels einer speziellen Haltestange, die am unteren Ende mit dem Maschinenrahmen beweglich verbunden ist. Sobald die Trommel mittels der Haltestange fixiert ist, können die Steckbolzen herausgezogen und an einer gewünschten Stelle wieder eingesteckt werden. Damit die Bolzenkupplung eine feinere Versteckbarkeit hat, erfolgt die Lochteilung in den Nabenflanschen mittels einer speziellen Anordnung der Löcher. Bei dieser, als Noniusteilung bezeichneten Lochteilung, sind in dem einen Nabenflansch neun Löcher und in dem anderen Nabenflansch zehn Löcher gebohrt. Die Anfangs- und Endlöcher sind dabei an derselben Flanschstelle. Durch diese Anordnung der Löcher ist es nun möglich, dass auf jeweils 1/12 des Flanschumfanges ein Bolzen steckbar ist. Nachteilig ist bei der Bolzenkupplung, dass die Bolzen aufgrund der Kraftübertragung stark beansprucht werden. Um die Abscherwirkung auf die einzelnen Bolzen zu verringern, müssen möglichst viele Bolzen durch die beiden Flansche gesteckt werden. Trotz dieser Maßnahme kommt es vor, dass sich die einwirkenden Kräfte ungleichmäßig auf die Bolzen verteilen. Dadurch werden einige Bolzen verbogen, was dazu führt, dass sie sich nur schwer wechseln lassen.

### Zahnkupplung
Bei der Zahnkupplung erfolgt die Verbindung der beiden Nabenhälften ebenfalls formschlüssig durch Verzahnung. Hierfür ist die eine Nabenhälfte als Zahnrad ausgebildet. Durch die dichte Folge der Zähne wird eine feinere Versteckbarkeit ermöglicht. Dies ist besonders beim Verstecken des Förderseils von Vorteil, da das Verstecken des Förderseils nicht am Zwischengeschirr erfolgen muss. Das Zahnrad (Wellenrad) ist mit einer Außenverzahnung versehen. Als Gegenstück für das Zahnrad ist an der Welle der Lostrommel ein entsprechendes Gegenstück montiert. Dieses Gegenstück (Trommelrad) ist mit einer Innenverzahnung versehen. Beide Teile können sowohl mit Zahnsegmenten ausgestattet oder in Vollverzahnung ausgeführt werden. Zahnrad und Gegenstück sind so konstruiert, dass sie problemlos ineinander passen. Dadurch lässt sich der Kuppelvorgang ohne Schwierigkeiten durchführen. Zum Ein- und Auskuppeln wird das Gegenstück mittels eines Handrades in radialer Richtung verschoben. Damit die einzelnen Zähne nicht durch Scherkräfte überbeansprucht werden, werden die Zähne ausreichend lang gemacht. Außerdem sind stets mehrere Zähne gleichzeitig im Eingriff, sodass sich die Kräfte gleichmäßig verteilen.

### Reibkupplung
Bei der Reibkupplung erfolgt die Verbindung der beiden Kupplungshälften kraftschlüssig durch Reibung. An der Festtrommel ist ein Kupplungsring befestigt. An der Lostrommel sitzen zwei Kupplungsbacken. Zum Kuppeln werden die Kupplungsbacken über Schrauben und Rädertriebe gegen den Kupplungsring gedrückt. Dies erfolgt über eine in der Trommel verlagerte Schraubenspindel, die zwei Stirnräder bewegt. Die Antriebseinheit wird beim Kupplungsvorgang über ein Handrad bewegt. Über einen Hebel wird die Kraft vom Handrad auf die Antriebseinheit geleitet. Um einen gleichmäßigen Anpressdruck zu erzielen, befinden sich im Anzugsgestänge Federn zwischen den Kupplungsbacken und dem Kupplungsring. Vorteilhaft bei der Reibkupplung ist, dass sie von außen leicht zugänglich ist.

### Modifikationen
Neben den manuellen Antrieben für die Kupplungen gibt es auch maschinelle Antriebe. Dadurch wird der Umsteckvorgang sicherer und einfacher. Es gibt Zahnkupplungen, bei denen der Kupplungsvorgang elektromotorisch erfolgt. Bei diesen Zahnkupplungen wird das an der Lostrommel befindliche Kupplungssegment mittels eines Drehstrommotors hin- und herbewegt. Der Motor ist in der Lostrommel gelagert und bewegt über Kegelräder und einen Schraubentrieb das Kupplungssegment. Damit der Motor das Kupplungssegment hin- und herbewegen kann, wird er über eine Steuereinheit so geschaltet, dass er entweder rechts- oder linksherum dreht und dabei das Kupplungssegment vor- oder zurückbewegt. Das Auskuppeln, Umlegen und Einkuppeln kann der Fördermaschinist bei dieser Kupplung ohne zusätzliche Hilfe von seinem Fahrerstand erledigen. Das Zahnrad und das Kupplungssegment können nur ineinander geschoben werden, wenn jeweils die Zähne und die Lücken genau voreinander stehen. Damit dieses von außen für den Maschinist auch sichtbar ist, sind jeweils an der Lostrommel und an der Festtrommel entsprechende Zeichen angebracht. Es gibt auch Zahnkupplungen, bei denen der Kupplungsvorgang mittels Druckluftzylinder erfolgt. Bei diesen Schnell-Versteckvorrichtungen wird der Zylinder über Druckluftsteuerung angesteuert. Damit die Kupplung nicht bei offener Bremse betätigt werden kann, ist der Handhebel der Versteckbremse über die Druckluftsteuerung verriegelt. Maschinell betätigte Kupplungen sind insbesondere bei Schachtförderanlagen von großem Vorteil, bei denen regelmäßig von verschiedenen Sohlen gefördert wird und somit täglich mehrfach versteckt werden muss.

## Der Versteckbetrieb
Um den Versteckvorgang durchführen zu können, muss die Lostrommel abgekuppelt werden. Soll die Förderung mit beiden Körben von einer höheren Sohle erfolgen, so wird das Fördergestell zunächst zur oberen Sohle gefahren. Dort wird der Förderkorb dann festgesetzt, indem die Bremse der Lostrommel aufgelegt wird. Anschließend wird die Lostrommel von der Nabe entkuppelt. Nun wird das an der Festtrommel befindliche Fördergestell bis zur Hängebank gefahren. Sobald der zweite Korb entsprechend an der Hängebank steht, wird die Lostrommel wieder mit der Antriebswelle zusammengekuppelt. Nun ist die Schachtförderanlage für die Förderung zur oberen Sohle bereit. Soll nun wieder von einer tieferen Sohle gefördert werden, wird der an der Lostrommel befindliche Korb zunächst bis zur Hängebank gefahren. Anschließend wird der bereits beschriebene Kupplungsvorgang durchgeführt, anschließend wird der zweite Korb zur tieferen Sohle gefahren und danach werden die Lostrommel und die Antriebswelle wieder zusammen gekuppelt. Beim Verstecken von zu langem Förderseil wird adäquat verfahren. Der Korb der Lostrommel wird zunächst bis zur Hängebank gefahren, dort wird die Lostrommel gebremst und abgekuppelt. Anschließend wird der Gegenkorb an der betreffenden Sohle so lange verfahren, bis er wieder bündig steht. Danach wird wieder eingekuppelt. Die Versteckzeit, das ist die Zeit, die für das Verstecken benötigt wird, beträgt etwa drei Minuten. Die Versteckgenauigkeit liegt, je nach Größe der Trommel, zwischen 30 und 70 Millimeter.

### Gefahren beim Versteckbetrieb
Aus Sicherheitsgründen ist das Verstecken nur dann erlaubt, wenn sich keine Personen auf dem Fördermittel aufhalten. Am 15. Juni 1921 gab es einen schweren Unfall während des Versteckens, weil die Bandbremse die Lostrommel nicht hielt. Alle zwölf auf dem Korb befindlichen Bergleute kamen ums Leben, als der Korb im Schacht I des Steinkohlenwerkes Florentin Kästner in Reinsdorf bei Zwickau von der Hängebank abging und 557 m in den Schachtsumpf raste. Die Fangvorrichtung, die einen seillos gewordenen Förderkorb hätte abbremsen sollen, aktivierte sich nicht, da ja das Seil nicht gerissen war.